# Zakaria Amzil
Zakaria Amzil (arab. زكرياء أمزيل, ur. 26 lutego 1981 w Meknesie) – marokański piłkarz, grający jako środkowy obrońca. 

## Kariera

### Początki
Zaczynał w Olympique Khouribga – tam w sezonie 2007/2008 zagrał w dwóch meczach Afrykańskiej Ligi Mistrzów.

### FAR Rabat
Później został zawodnikiem FAR Rabat. 
W sezonie 2011/2012 (pierwszym w bazie Transfermarkt) zagrał 14 meczów.

### Powrót do Churibki
1 lipca 2012 roku powrócił do Olympique. Ponownie zadebiutował tam 6 października 2012 roku w meczu przeciwko Renaissance Berkane (porażka 3:1). Zagrał całe spotkanie. Łącznie wystąpił w 35 meczach, strzelił dwa gole i miał asystę.
1 lipca 2014 roku zakończył karierę.